# 江安世
江安世（1958年—），臺灣生物學家，中央研究院院士，現任職於國立清華大學，以果蠅神經解剖學相關研究著稱。

## 生平

### 求學經歷
江安世畢業於國立中興大學昆蟲系，隨後進入國立臺灣大學植物病蟲害系碩士班就讀，並一路攻讀至羅格斯大學昆蟲系博士班畢業。

## 成就
江安世發明「生物組織澄清技術」讓果蠅腦部組織變透明，更容易觀測。江安世的研究團隊曾描繪出果蠅「嗅覺地圖」，後來又建立完整的果蠅全腦「神經網路地圖」。江安世教授帶領的跨領域研究團隊在2012年2月於果蠅腦中發現稱為「DAL」的神經元，是影響長期記憶的關鍵。

## 獎項與榮譽
- 第30屆中央研究院院士（生命科學組，2014年）[5]
- 第19、24屆國家講座主持人（生物及醫農科學類科）[6]

## 語錄
- 「臺灣資源比不上大國，我們必須找出在臺灣做也能領先世界的策略，不要老跟在人家後面。就是要有『遠見』、要有『精準度』拿捏，並比別人提早投入未來」[2]

## 外部連結
- 江安世個人網頁 （页面存档备份，存于）